# Jens Johansson
Jens Johansson, född 2 november 1963 i Stockholm, är en svensk keyboardist inom metalgenren, för närvarande i bandet Stratovarius. Han har även spelat med Yngwie Malmsteen, Jonas Hellborg, Dio, Mastermind, Silver Mountain, Sonata Arctica, Blackmore's Night, Shawn Lane och Star One samt senaste upplagan av Ritchie Blackmore's Rainbow.
Jens Johansson är son till jazzpianisten Jan Johansson och bror till Anders Johansson.

## Diskografi
Silver Mountain
- 1983 – Shakin' Brains
- 2001 – Breakin' Chains

Yngwie J. Malmsteen (Rising Force)
- 1984 – Rising Force
- 1985 – Marching Out
- 1986 – Trilogy
- 1988 – Odyssey
- 1989 – Trial by Fire: Live in Leningrad
- 1991 – Collection
- 1996 – Inspiration

The Johansson Brothers
- 1994 – The Johansson Brothers

Johansson
- 1996 – Sonic Winter
- 1999 – Last Viking

Stratovarius
- 1996 – Episode
- 1997 – Visions
- 1998 – Destiny
- 2000 – Infinite
- 2001 – Intermission
- 2003 – Elements Part 1
- 2003 – Elements Part 2
- 2005 – Stratovarius

Soloalbum
- 1991 – Fjäderlösa tvåfotingar
- 1995 – Ten Seasons
- 1997 – Fission